# Kányavár
Kányavár è un comune dell'Ungheria di 154 abitanti (dati 2001). È situato nella contea di Zala.